# Kerkhof van Voormezele
Het Kerkhof van Voormezele is een gemeentelijke begraafplaats in het Belgische dorp Voormezele, een deelgemeente van  Ieper. Het kerkhof ligt in het dorpscentrum rond de Onze-Lieve-Vrouwkerk.

## Brits oorlogsgraf
Op het kerkhof ligt luitenant Edwin Winwood Robinson, officier bij de Britse 5th (Royal Irish) Lancers. Hij sneuvelde tijdens de Eerste Wereldoorlog op 25 oktober 1914 in de leeftijd van 26 jaar. Omdat zijn graf niet meer teruggevonden werd wordt hij herdacht met een Special Memorial. Dit graf staat bij de Commonwealth War Graves Commission geregistreerd als Voormezele Churchyard en wordt ook door hen onderhouden.
Hier ligt ook het graf van Michael Stennett, overleden op 13 september 2000. Hij woonde en werkte in België als medewerker van de CWGC. Zijn grafsteen heeft veel gelijkenis met de officiële zerken voor de Britse gesneuvelden.

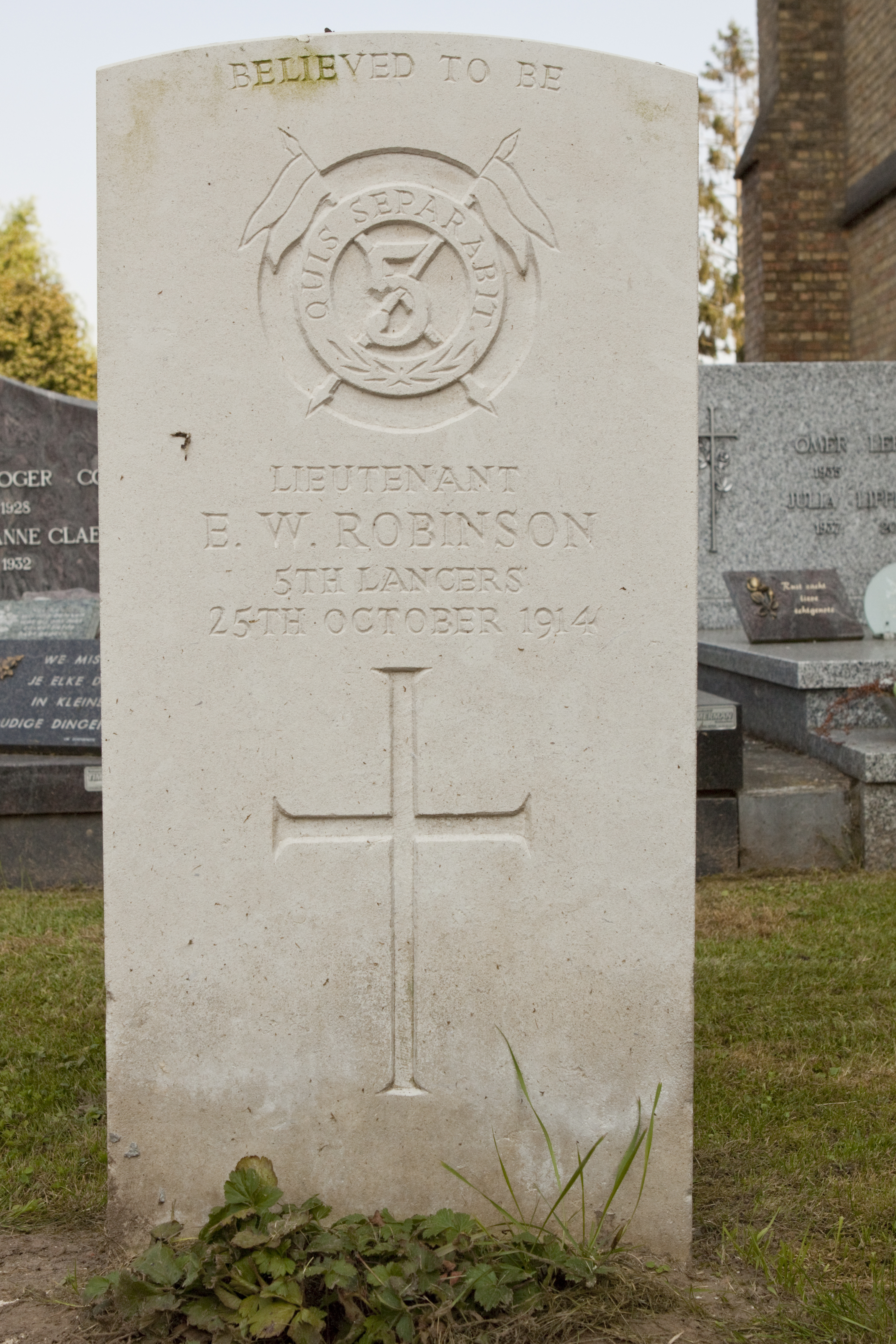
Graf van E. W. Robinson
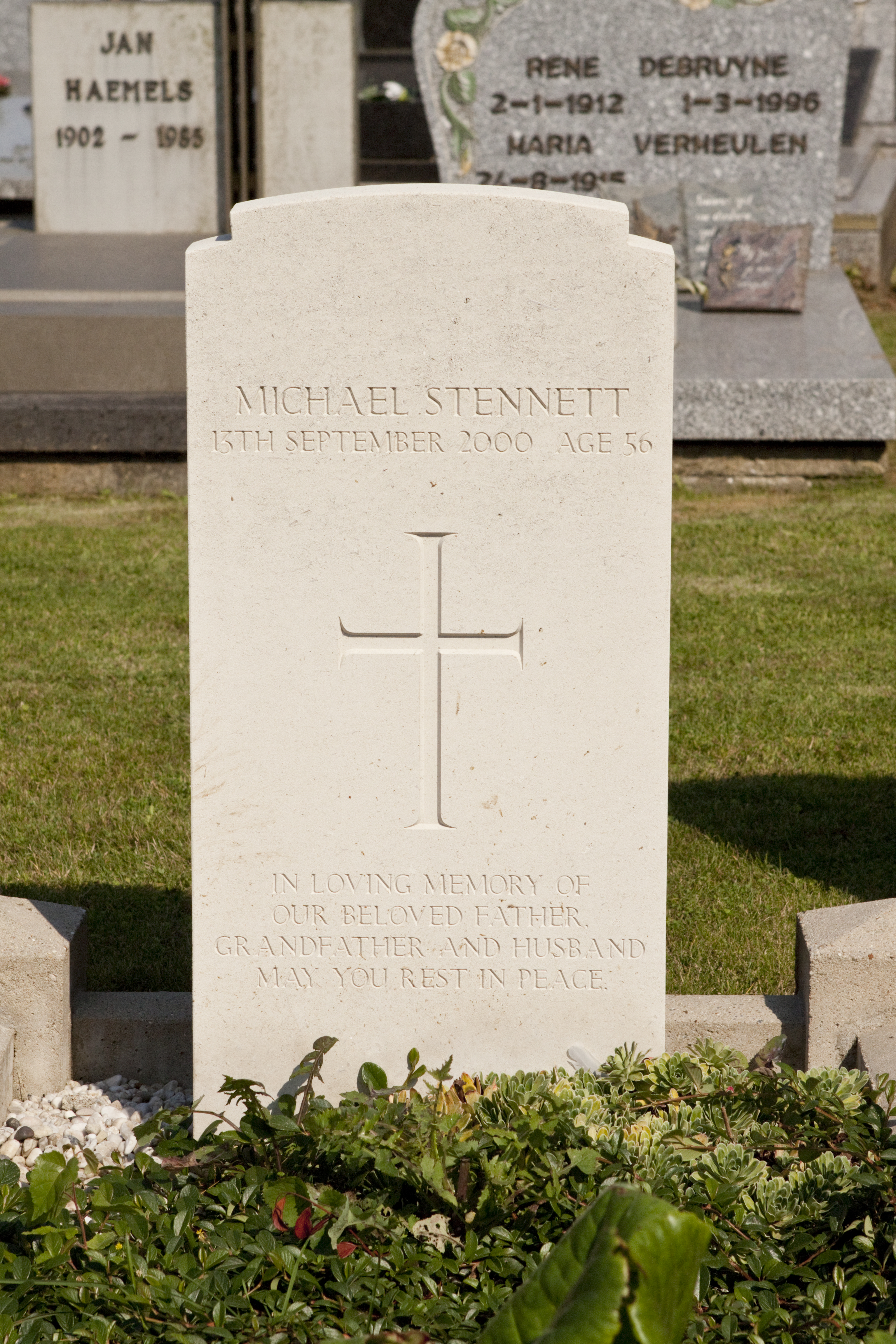
Graf van M. Stennett